# Polioptilidae
Polioptilidae é uma família de aves da ordem Passeriformes.
- Commons
- Wikispecies